# Тоуњски сир
Тоуњски сир је врста сира који је настао у хрватском месту Тоуњ. Може се послужити као свеж или димљен. Сматра се једним од аутохтоних производа Хрватске.

## Припрема
Млеко се подсири у лонцу, још топло, одмах после муже. Измерена температура млека била је око 36°C. Млеко се подсири течним сириштем у количини која ће млеко згрушати за 40 до 50 минута. Просечно време тестирања је било 40 минута. Раније се користило сирило које се припремало у домаћинству. Мештани тврде да је сир произведен са таквим састојком био бољи.
Након коагулације, обрада се обично врши на ивици груша како температура не би пала. Обрада почиње мешањем кашиком 1 до 2 минута док се не добију комади величине ораха. Након што одстоји 2-4 минута, меша се руком и протисне кроз прсте. Ово траје око 6 минута док се не добије комад величине кукуруза.
Након таложења, део сурутке се извлачи и груша почиње да се сакупља ручно у посуду, што траје десетак минута. Сакупљена маса се ставља у калуп и притиска се руком да се исцеди што више сурутке. Сир се вади из посуде и помера из руке у руку формирајући куглу и истискујући сурутку. Након тога, сир се ставља у калуп за сољење. Овај поступак траје око 20 минута.
Сир се одозго посоли крупном сољу, а на дно посуде стави се мања количина соли. Сир тако стоји 12-14 сати уз повремено оцеђивање сурутке. Након тога, сир се вади из калупа, испере водом и носи у сушару.
Сушара је од камена или бетона са вратима, на којима се налазе отвори за вентилацију. У сушари је огњиште, а изнад њега на висини од 1 метар су решетке на које се стављају сиреви. Сиреви сазревају око 8 дана, а затим се диме 2 до 4 дана. Сиреви имају бољи укус ако се диме спорије.